# Bisdom Agartala
Het bisdom Agartala (Latijn: Dioecesis Agartalana) is een rooms-katholiek bisdom met als zetel Agartala, in India. Het bisdom is suffragaan aan het aartsbisdom Shillong. 

## Geschiedenis
Het bisdom werd opgericht op 11 januari 1996, uit delen van het bisdom Silchar.

## Parochies
Het bisdom had in 2020 een oppervlakte van 10.491 km2 en telde 4.245.900 inwoners waarvan 1,1% rooms-katholiek was.

## Bisschoppen
- Lumen Monteiro (11 januari 1996 - heden)

## Galerij van afbeeldingen

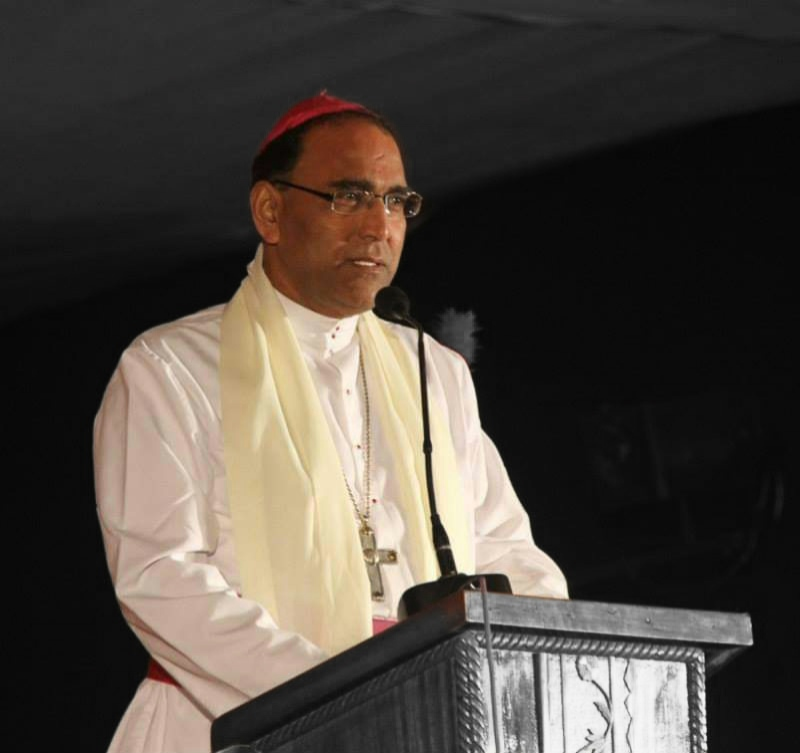
Bisschop Lumen Monteiro (1996-heden)

Shillong (aartsbisdom) · Agartala · Aizawl · Jowai · Nongstoin · Tura